# Panic Attack
Panic Attack é o quarto EP da banda Grinspoon, lançado a 3 de Março de 2003.
No disco contém uma cover, a faixa "Don't Change" dos INXS.

## Faixas
1. "Don't Change" - 3:49
2. "Off Piste" - 3:44
3. "Boredom" - 3:20
4. "Fall Away" - 4:20

## Créditos
- Phil Jamieson - Vocal
- Pat Davern - Guitarra
- Joe Hansen - Baixo
- Kristian Hopes - Bateria